# Histoire militaire de Gibraltar durant la Seconde Guerre mondiale

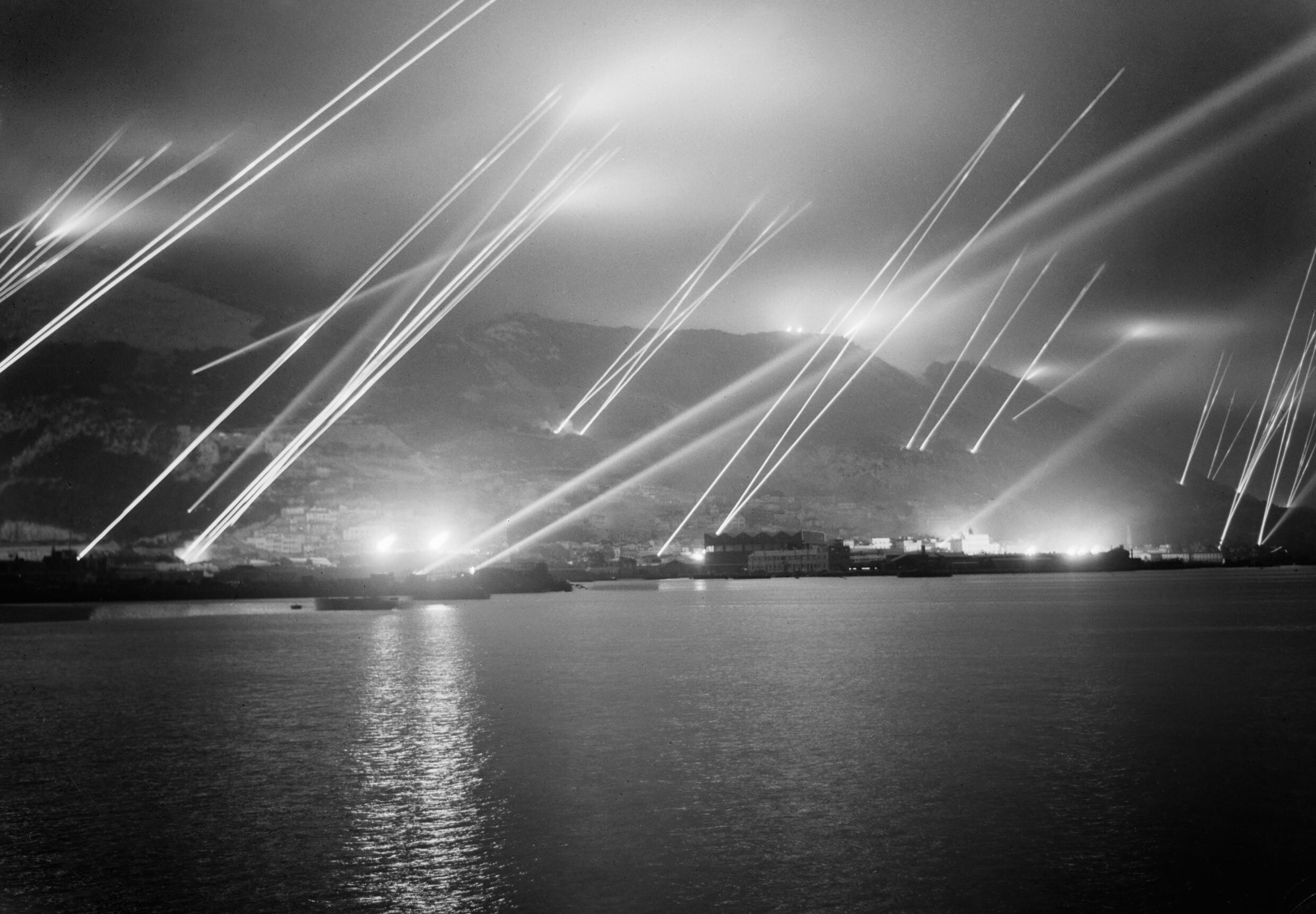
Projecteurs perçant le ciel de la nuit lors d'un exercice anti-aérien à Gibraltar, le 20 novembre 1942.

L'histoire militaire de Gibraltar pendant la Seconde Guerre mondiale illustre sa position de forteresse britannique comme c'est le cas depuis le début du XVIIIe siècle. Le rocher fut un facteur vital dans la stratégie militaire britannique, à la fois comme pied sur le continent européen, et comme bastion de la puissance maritime britannique. Pendant la Seconde Guerre mondiale, Gibraltar eut un rôle essentiel tant sur le théâtre de l'Atlantique que sur le théâtre méditerranéen, contrôlant la quasi-totalité du trafic naval entre la mer Méditerranée et l'océan Atlantique.
En plus de sa position dominante, Gibraltar fournissait un port fortement défendu contre les navires qui pouvaient opérer dans l'Atlantique et la Méditerranée. La Force H, sous le commandement du vice-amiral James Somerville fut basée à Gibraltar et eut la tâche de maintenir la supériorité navale britannique et de fournir une escorte aux convois en provenance et à destination de l'île de Malte assiégée. Au cours de la guerre, Gibraltar fut soumise à des bombardements aériens de l’aviation de Vichy et de la Regia Aeronautica basée en Sardaigne. En outre, la forteresse fut l'objet d'attaques sous-marines par des unités commandos de nageurs de combat italiens de la Regia Marina (Decima Flottiglia MAS) et de leurs torpilles humaines. Cette unité italienne était basée à bord du navire italien SS Olterra interné dans le port espagnol d'Algésiras très proche. Un certain nombre d'attaques furent également effectuées par des agents espagnols et gibraltariens agissant pour le compte de l'Abwehr allemande.
Dans le rocher de Gibraltar même, des kilomètres de tunnels furent creusés dans le calcaire. Des quantités de roches furent minées pour construire une « ville souterraine ». Dans les grandes cavernes artificielles, des casernes, des bureaux et un hôpital entièrement équipé furent construits, avec une salle d'opération et un équipement à rayons X.
L’opération Torch, le débarquement des Alliés en Afrique du Nord française en novembre 1942, fut coordonnée depuis le « Rocher ». Le général Dwight Eisenhower, qui avait reçu le commandement de l'opération, y établit son quartier général pendant les phases de planification de l'opération. Après la réussite de la campagne d'Afrique du Nord et la reddition de l'Italie en 1943, le rôle de Gibraltar passa de base d'opérations avancée à base logistique à l'arrière du front. Le port continua de faire fonctionner ses cales sèches et ses dépôts d'approvisionnements pour les convois au travers la Méditerranée jusqu'à la victoire en 1945.

## Prélude et évacuation

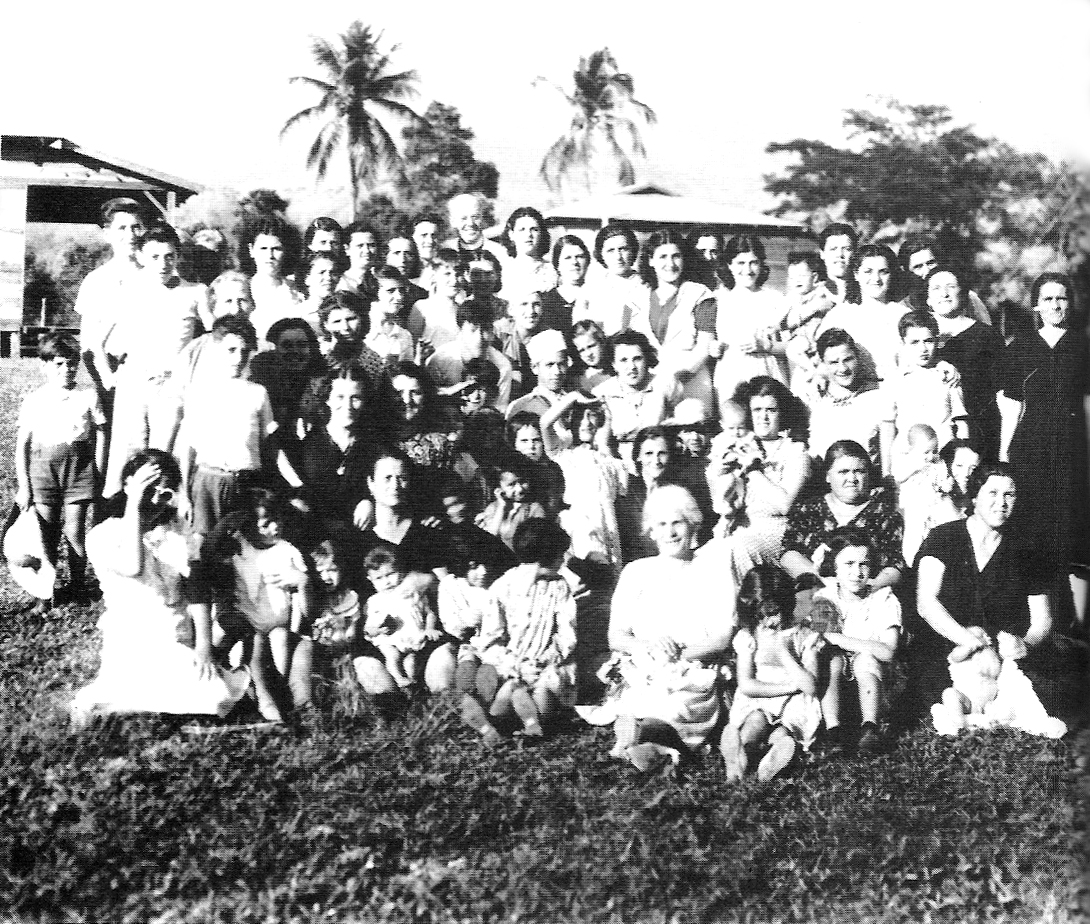
Un groupe de Gibraltariens au camp des évacués de Gibraltar en Jamaïque lors de l'évacuation de la Seconde Guerre mondiale.

La Seconde Guerre mondiale changea radicalement la vie des habitants de Gibraltar. La décision d'évacuer massivement la population afin d'augmenter la résistance du rocher tout en accueillant plus de personnel de l’armée de terre et de marins impliqua que la plupart des habitants de Gibraltar (certains pendant dix ans) n’eurent plus de « chez eux ». Seuls les civils ayant des fonctions essentielles furent autorisés à rester. Cette évacuation donna à toute la communauté le sentiment d'être « britannique » en partageant l'effort de guerre.
Au début de juin 1940, environ 13 500 personnes furent évacuées sur Casablanca au Maroc français. Cependant, après la capitulation des Français face aux armées allemandes à la fin juin 1940, le nouveau gouvernement de Vichy trouva leur présence embarrassante et chercha des opportunités pour s’en débarrasser. L'occasion surgit bientôt lorsque 15 cargos britanniques arrivèrent sous le commandement du commodore Crichton, rapatriant 15 000 soldats français qui avaient été sauvés lors de l’évacuation de Dunkerque. Une fois les militaires débarqués, les navires furent internés jusqu'à ce qu'ils acceptent d’embarquer toutes les personnes évacuées. Bien que Crichton ne put obtenir l’autorisation de nettoyer et reconstituer les stocks de ses navires (et contrairement aux ordres de l'Amirauté britannique qui interdisaient l’embarquement des évacués), il ouvrit ses passerelles d'embarquement à la vue de la masse de civils sur les quais. Peu avant, la flotte britannique avait détruit de nombreux navires de guerre français dans la rade de Mers el-Kébir, afin d'éviter leur confiscation par les Allemands. Cette attaque coûta la vie à 1 297 marins français et entraîna un fort ressentiment français. Celui-ci fut évident lorsque les réfugiés de Gibraltar furent contraints à embarquer par les troupes françaises sous la menace des baïonnettes, ne pouvant  prendre que ce qu'ils pouvaient porter. Cependant, à leur arrivée à Gibraltar, le gouverneur ne leur permit pas de débarquer, craignant qu'une deuxième évacuation ne soit plus compliquée, voire impossible. Des groupes se réunirent alors dans le square John Mackintosh au centre de Gibraltar et deux conseillers municipaux accompagnés par le président par intérim de la Bibliothèque de la bourse et du commerce allèrent voir le gouverneur (Sir Clive Liddell) pour lui demander que les personnes évacuées puissent être autorisés à mettre pied à terre. Après avoir reçu des instructions de Londres, un débarquement provisoire fut autorisé à condition que les évacués rembarquent lorsque d'autres navires arriveraient pour les évacuer du Rocher. Ainsi, le 13 juillet la ré-évacuation vers Gibraltar fut achevée.
Le Conservateur britannique Oliver Stanley décida d'accepter les personnes évacuées au Royaume-Uni, mais il discuta avec Gibraltar sur le nombre de personnes impliquées. Le gouverneur avait évalué le nombre de personnes évacuées à d'abord 13 000, puis 14 000 et enfin 16 000. Stanley demanda que la situation soit clarifiée, en soulignant la pénurie de logements en Grande-Bretagne et en insistant sur le fait que seules 13 000 personnes pourraient être acceptées, 2 000 devant être envoyées sur l'île portugaise de Madère dans l’Atlantique. Le général Liddell répondit le 19 juillet, « il s'agi[sai]t d'une forteresse de nature à lutter et à faire face à une attaque immédiate et il ne devrait pas y avoir de civils, or il y en a[vait] 22 000. 13000  envoyés au Maroc, et un plus grand nombre y aurait été envoyés si la situation là-bas ne s’était pas modifiée ». À Londres, les personnes évacuées furent placées dans les mains du ministère de la Santé, et beaucoup furent logées dans le quartier de Kensington. Le souci pour ceux restés à Gibraltar était que les raids aériens contre Londres s’intensifiaient, couplé avec l'arrivée des lettres déchirantes, décrivant les circonstances dans lesquelles les personnes évacuées vivaient.
En septembre, des rumeurs de ré-évacuation  des habitants de Gibraltar circulaient déjà, avec cette fois pour la destination la Jamaïque, dans les Caraïbes. Après bien des combats, il fut décidé d'en envoyer une partie directement à depuis Gibraltar vers l'île. Ainsi, le 9 octobre, 1 093 personnes embarquèrent directement pour la Jamaïque, d’autres suivant plus tard. Cependant, grâce à des pétitions, mais également pour des raisons stratégiques et par manque de navires, ce transfert n'eut pas l'ampleur initialement prévue. Ainsi, fin de 1940, environ 2 000 personnes évacuées étaient en Jamaïque et un nombre moindre à Madère, le restant, de l'ordre de 10 000 personnes, étant dans la région de Londres.

## Implication de la Royal Air Force: 1939-1941

Un bulldozer et un rouleau compresseur utilisés lors de la construction d'un nouvel aérodrome, qui deviendra plus tard l'aéroport international de Gibraltar, novembre 1941.

La construction d'une piste en dur commença à la fin de 1939, et en 1940 il fut proposé de prolonger la piste existante pour porter sa longueur à 1 417 m (1 550 yards). La mise en valeur des terres commença vers la fin de 1941 avec la construction d'un camp de la Royal Air Force (RAF) au nord de l'emprise. Ce camp est encore aujourd'hui une base de la RAF à Gibraltar. La guerre avec l'Allemagne ayant déjà été déclarée et la forte probabilité d’une concentration de sous-marins allemands dans le détroit de Gibraltar utilisant des installations portuaires espagnoles, pesa lourd dans les réflexions de l'Amirauté. Ainsi, le 9 septembre 1939 à 09h00 (GMT), l’escadron n°202 reçu l’ordre de rejoindre Gibraltar, emportant un grand chargement de matériel.
Le 25 septembre 1939, le groupe côtier no 200 fut formé, celui-ci dépendant du quartier général de la RAF pour la Méditerranée. Ce groupe avait pour mission le contrôle des unités de la Royal Air Force opérant à partir de Gibraltar. Fin 1940, le groupe fut transféré au Coastal Command. Un quartier général combiné fut ensuite formé, commençant ses activités au début de 1942.

## Attaques de Vichy: 1940
Le 18 juillet 1940, après la destruction de la flotte française à Mers el-Kébir par la Royal Navy, le gouvernement de Vichy autorisa, en réponse, un raid de bombardement de Gibraltar. Peu de dégâts furent signalés.
Le 24 septembre, l'agence de presse italienne STEFANI déclara : « En représailles au bombardement de Dakar, hier matin, cent vingt avions français basés au Maroc ont attaqué Gibraltar ». Le même jour, l'United Press Agency rapporta: « Le gouvernement français a publié un démenti officiel des rapports, selon lesquels les avions français auraient attaqué Gibraltar. Jusqu'à présent, aucune mesure de représailles n’a été prise ». Mais la dépêche d'AP se terminait sur une note sinistre avec : « Les représailles françaises sont imminentes ».
À nouveau, le même jour, le gouvernement français de Vichy donna des ordres pour le bombardement de la base navale et de la ville de Gibraltar. En conséquence, six escadrons de bombardiers de l'armée de l'air française de Vichy et quatre flottilles de la marine de Vichy furent mis en œuvre dans l'opération. Les 64 bombardiers opérèrent depuis les bases d’Oran, de Tafraoui (en Algérie), de Meknès, de Mediouna, et de Port Lyautey (au Maroc). L’action française fut approuvée à la fois par la commission allemande d'armistice et la commission italienne d'armistice.
Aucun avion britannique ne fut rencontré et les plus gros dommages se situèrent dans la zone sud de la forteresse. Le brise-lames sud et un grand navire dans le port furent gravement endommagés. Dans la partie nord de Gibraltar, les incendies éclatèrent.
Le 25 septembre, les Français revinrent avec une plus grande force de quatre-vingt-trois bombardiers pour causer des dommages supplémentaires aux installations de la base et du port militaire. Encore une fois, les avions de la Royal Air Force britannique ne firent aucune apparition. Toutefois, les équipages français rapportèrent avoir essuyé des tirs anti-aériens. Un bombardier LéO 451 fut perdu et 13 autres aéronefs furent légèrement endommagés pendant les deux jours de bombardements. Le chalutier armé britannique HMT Stella Sirius fut coulé par des bombes.
L'attaque du 25 septembre se révélera être le dernier assaut aérien lancé contre Gibraltar par les forces de Vichy.

## Opération Félix: 1940-1941
Si le Rocher traversa la guerre relativement indemne, son importance stratégique incita l'Allemagne à élaborer des plans pour le capturer. C'est ainsi que fut monté le plan connu sous le nom de code « Félix », établi au plus haut niveau de commandement et approuvé par Adolf Hitler lui-même . Avec ou sans autorisation, Allemagne se frayerait un chemin en Espagne et attaquerait Gibraltar pour refouler les Britanniques de la Méditerranée occidentale. Le détroit serait effectivement fermé aux Alliés une fois Gibraltar aux mains des Allemands, forçant les navires à vapeur alliés allant ou venant en Asie à faire le tour de l'Afrique plutôt que de prendre une route plus courte à travers la Méditerranée et le canal de Suez. Le Rocher devait tout d'abord être fortement bombardé par des bombardiers en piqué partant de France, mais atterrissant sur des bases aériennes espagnoles. Pour empêcher une possible capture de la base par les Espagnols, les planificateurs allemands décidèrent que l'assaut final, pour s'emparer de Gibraltar, devait être mené seulement par les troupes allemandes.
Le général Ludwig Kübler du XLIXe Corps mènerait l'attaque réelle sur le Rocher. Les forces d'assaut devaient comprendre le régiment d'infanterie Großdeutschland, le 98e régiment de la 1re division de montagne, 26 bataillons d'artillerie moyens et lourds, trois bataillons d'observation, trois bataillons du génie, deux bataillons de fumigènes, un détachement de 150 Brandebourgeois, et jusqu'à 150 véhicules de démolition miniatures télécommandés (Goliath), livrés avec des explosifs.
Dans le cadre d'une opération de force combinée, l'armée de l'air allemande (Luftwaffe) apporterait des Ju 88A, des Stukas, des Messerschmitt, trois bataillons d’éclairage antiaérien, et trois bataillons d’artillerie antiaérienne lourde,. La marine allemande (Kriegsmarine) coopérerait en utilisant ses sous-marins pour interférer dans les mouvements de la marine britannique et harceler les batteries côtières afin de décourager davantage la Royal Navy,.
Le 10 mars 1941, avec l’imminence de l'opération Barbarossa, Félix fut modifiée et devint l'opération Félix-Heinrich, opération dans laquelle les troupes allemandes seraient retirées d'URSS pour capturer Gibraltar. En raison de l'intransigeance du dictateur espagnol Francisco Franco, l'opération fut reportée, modifiée, et finalement abandonnée,.

## Bombardement italien de Gibraltar
Gibraltar était une cible très tentante pour les Italiens, le Rocher étant un refuge pour les navires de guerre britanniques et les navires marchands alliés.
Depuis la Sardaigne, des bombardiers italiens Piaggio P.108 attaquèrent Gibraltar à plusieurs reprises, notamment en 1942. Les derniers raids sur Gibraltar furent réalisés pendant le débarquement allié en Algérie en 1943.
La seule unité de la Regia Aeronautica à voler sur le Piaggio P. 108 était le 274e escadron de bombardement à longue distance.
Cette unité avait été formée en mai 1941 avec les premièrs exemplaires sortis des chaînes de montage. La formation des équipages ayant duré beaucoup plus longtemps que prévu, l'escadron ne devient opérationnel qu'en juin 1942.
Les raids les plus spectaculaires avec les bombardiers P. 108 eurent lieu en octobre 1942, lorsque plusieurs attaques de nuit furent accomplies contre Gibraltar à partir de la Sardaigne.
Après l'armistice avec l’Italie, l’armée de l'air de la République sociale italienne effectua encore au moins deux raids sur Gibraltar entre les 4 et 6 juin 1944.

## Raids italiens d’hommes-grenouilles 1940-1943
Connu comme le « cheval de Troie flottant de Gibraltar », la Decima Flottiglia MAS, une unité de commando d'homme-grenouilles italiens fut engagée dans de nombreuses attaques contre le port de Gibraltar, notamment en utilisant des SLC.
Les nageurs de combat italiens utilisaient à l'origine une villa espagnole située à 3 kilomètres de Gibraltar, propriété d’un officier italien qui avait épousé une Espagnole. Par la suite, leur base fut transférée sur le pétrolier italien SS Olterra, interné à Algésiras.
| Date              | Chronique des opérations de la Decima MAS Flottiglia à Gibraltar |
| ----------------- | --- |
| 21 août 1940      | Le sous-marin italien Iride quitte La Spezia en Italie en vue d'attaquer Gibraltar le 22 août 1940. |
| 24 septembre 1940 | Le sous-marin italien Scirè, commandé par Junio Valerio Borghese, quitte La Spezia, emportant trois torpilles humaines et huit membres d'équipage. L'attaque fut annulée et le sous-marin retourna à La Maddalena, car la flotte britannique avait quitté Gibraltar avant que le Sciré ne pût se mettre en position. |
| 21 octobre 1940   | Le Sciré quitte La Spezia et navigue vers Gibraltar, transportant trois torpilles humaines et huit membres d'équipage. Les torpilles humaines entrèrent dans le port, mais n’endommagèrent aucun navire. Deux des membres d'équipage furent capturés et les six autres s’enfuirent vers l'Espagne, pour finalement revenir en Italie. Parmi les six échappés figuraient Teseo Tesei et Alcide Pedretti. Leur torpille humaine fut drossée sur le rivage dans la baie Espigon, et capturée par les autorités espagnoles. |
| 25 mai 1941       | Le Sciré quitte La Spezia transportant trois torpilles humaines. À Cadix (Espagne), il embarqua secrètement six membres d'équipage. Ils ne trouvèrent aucun navire de guerre à Gibraltar, car l’HMS Renown, l’Ark Royal et le Sheffield avaient reçu l’ordre de se rendre dans l'Atlantique pour rechercher le cuirassé allemand Bismarck, qui coulera le 27 mai. |
| 10 septembre 1941 | Le Sciré quitte La Spezia transportant trois torpilles humaines. Il embarqua secrètement six membres d'équipage à Cadix et coula trois navires : deux navires-citernes, le Denbydale et le Fiona Shell, et un cargo, le Durham. Les équipages des torpilles nagèrent en direction du territoire espagnol après le tir de leurs armes et s'en retournèrent plus tard en Italie. |
| Juillet 1942      | Les nageurs de combat italiens mettent en place une base sur le cargo italien Olterra qui était interné à Algésiras près de Gibraltar. Tout le matériel dût être déplacé secrètement à travers l'Espagne, limitant ainsi les opérations. |
| 13 juillet 1942   | 12 hommes-grenouilles italiens nagent de la Villa Carmela vers le port de Gibraltar, et posent des explosifs, anéantissant quatre cargos. |
| 17 décembre 1942  | Six Italiens sur trois torpilles quittent l’Olterra pour attaquer les navires de guerre britanniques HMS Nelson, Formidable, et Furious. Un bateau de patrouille britannique tua l'équipage d'une des torpilles (lieutenant Visintini et le maître Magro) avec une charge de profondeur. Un bateau de patrouille britannique détecta une autre torpille, la poursuivit, tira sur elle, et captura ses deux membres d'équipage. La dernière torpille revint à l’Olterra, ayant perdu son pilote arrière.                 |
| 8 mai 1943        | Trois torpilles humaines italiennes quittèrent le cargo Olterra pour attaquer Gibraltar pris dans le mauvais temps et coulèrent le Liberty ship américain Pat Harrison et les cargos britanniques Mahsud et Camerata. |
| 3 août 1943       | Trois torpilles humaines italiennes quittèrent l’Olterra pour attaquer Gibraltar, et coulent trois navires marchands : le norvégien Thorshøvdi, le Liberty ship américain Harrison Gris Otis et le britannique Stanridge. |

## Saboteurs de l'Abwehrdepuis l'Espagne
Les opérations de sabotage et les attaques avec des mines limpet conduites par l’Abwehr sont moins connues que les actions italiennes. Elles étaient effectuées par des agents espagnols et gibraltariens. Ces agents étaient recrutés dans le Campo de Gibraltar par les Allemands. L'Abwehr contacta un officier d’état major espagnol du Campo de Gibraltar, le lieutenant-colonel Eleuterio Sánchez Rubio, un officier espagnol, membre de la Phalange et coordinateur des opérations de renseignement dans le Campo,  afin d'établir un réseau de saboteurs ayant accès à Gibraltar. Sánchez Rubio désigna Emilio Plazas Tejera, également membre de la Phalange, comme chef des opérations de l'organisation. La plupart des recrues pour les opérations de sabotage étaient des Espagnols du Campo. Un mélange de récompense financière, d'engagement idéologique et de menaces et d'intimidation furent utilisés pour rassembler un grand nombre d'agents. Selon le renseignement britannique, il y avait au moins 183 Espagnols et Gibraltariens impliqués dans les opérations d'espionnage et de sabotage contre Gibraltar.
Des opérations de sabotage furent ordonnées par Berlin à la fin de l'automne 1940, et ne commencèrent pas avant le début de 1941. Les premières opérations furent infructueuses. Une première tentative pour faire entrer clandestinement une bombe à Gibraltar avorta, car le dispositif de retardement s’avéra défectueux. En février, il y eut une grande explosion dans le tunnel Nord, et en avril une bombe explosa près de l'aérodrome. En juin 1941, cependant, le renseignement britannique déjoua une nouvelle tentative d’un agent allemand, de fixer une mine sur la coque d'un cargo allié. Une autre tentative échoua quand Plazas plaça une bombe dans un dépôt de munitions, mais sans être en mesure d'apporter l’explosif. Ce ne fut pas avant 1942 que les opérations commencèrent à réussir. En janvier 1942, deux agents espagnols parviennent à détruire deux avions sur la piste d'atterrissage du front Nord.
Financés, entraînés et équipés par les Allemands, les saboteurs coulèrent le chalutier armé HMT Erin, et détruisirent le dragueur de mines auxiliaire HMT Honju, causant la mort de six marins britanniques le 18 janvier 1942,,. Plazas était assisté par le commandant de la marine espagnole de Puente Mayorga, Manuel Romero Hume, qui lui permettait d'échouer une chaloupe là-bas. Le renseignement britannique put cependant contrecarrer les opérations de sabotage. En mars 1942, un Gibraltarien, José Key, l'un des agents les plus éminents travaillant pour les Allemands, responsable de la collecte des informations sur les mouvements militaires pour l’Abwehr fut arrêté et exécuté à la prison de Wandsworth fin 1942. En septembre 1942, Plazas, dont les activités étaient suivies de près par les Britanniques à l'époque, démissionna, laissant son commandant en second, Carlos Calvo, chargé des opérations. À la fin de 1942, le quartier général allemand à Berlin ordonna que les opérations de sabotage soient amplifiées. Au début de 1943, l'arrivée d'un chef des opérations expérimenté de l’Abwehr en Espagne améliora la perception de l’importance de ces opérations.
En mars 1943 un dépôt de munitions sauta à la suite de l’action des agents de Calvo. Les Britanniques, de plus en plus suspicieux envers certains saboteurs, leur interdirent d'entrer à Gibraltar. Cela força l’Abwehr à demander à Calvo de former de nouveaux agents. Un Espagnol travaillant sur le Rocher, José Martín Muñoz, était responsable de l'explosion et de l'incendie d'un grand réservoir de carburant sur l'île Coaling le 30 juin 1943. Cette mission fut, cependant, la seule réussite de Muñoz. Il fut par la suite arrêté en août par les Britanniques, alors qu’il essayait d’introduire un stock d'armes à l'intérieur du Ragged Staff Cave. Il fut pendu le 11 janvier 1944 à Gibraltar par le bourreau britannique Albert Pierrepoint. Un membre d'un réseau de sabotage sans rapport avec l’Abwehr, Luis López Cordón-Cuenca (également arrêté en 1943) fut exécuté le même jour. Calvo lui-même fut mis en état d'arrestation par la police espagnole. Libéré en décembre, il rejoignit l’Abwehr à Madrid, sous les ordres directs de Wolfgang Blaum, alias Baumann, chef de la section de sabotage en Espagne. Après une tentative phalangiste d’attentat contre la vie du général pro-allié José Enrique Varela, perpétré par l'agent Juan José Domínguez du réseau Sánchez Rubio et une rencontre entre Anthony Eden et l'ambassadeur d'Espagne à Londres, Jacobo Fitz-James Stuart, les activités de l’Abwehr autour de Gibraltar prirent fin.

## Opération Tracer: 1941-1942

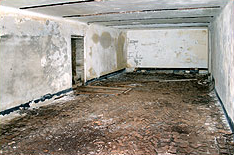
Pièce principale de la grotte Stay-behind de l'opération Tracer.

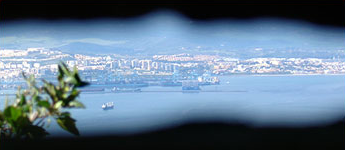
Vue sur la baie de Gibraltar par la fente d'observation du poste d'observation ouest de l'opération Tracer.

L'opération Tracer était une mission d’espionnage stay-behind britannique confidentielle, ne devant être mise en œuvre que si Gibraltar était capturé par les puissances de l'Axe. Six hommes devaient être murés dans une grotte et laissés avec suffisamment d'approvisionnements pour une année. Les volontaires, deux médecins, trois signaleurs et leur chef, feraient fonctionner un poste d'observation disposant d’une fente de 300 mm (12 pouces) par 150 mm (6 pouces) donnant sur le port et sur la Méditerranée. L'équipe aurait alors câblé tous les mouvements de navires à l'Amirauté britannique.
Il leur avait été dit qu'il n'y aurait pas moyen de sortir et que ceux qui mourraient dans la grotte devraient être embaumés et cimentés dans le sol de briques. Ils ne devaient être libérés qu'en cas de défaite de l'Allemagne au cours de la première année.
Comme la menace d'invasion se précisait à la fin de 1941, une idée pour installer une série de postes d'observation secrets (les premiers à Gibraltar, puis plus tard dans d'autres endroits comme Malte et Aden) fut mise en œuvre sous le couvert de l'opération Tracer.
Les travaux, à Gibraltar, commencèrent immédiatement sous le commandement de Geoffrey Birley et de son ingénieur en chef le colonel Fordham. Le site choisi, à la batterie de Lord Airey, sur la pointe sud du Rocher disposait déjà d’un réseau de tunnel pour un abri. Des essais complets de l'équipement commencèrent en janvier 1942 sous l'œil de l'expert radio du MI6, le colonel Richard Gambier-Parry. De multiples réflexions furent également engagées sur le type d'hommes nécessaires pour une tâche aussi étrange et exigeante. Un membre de la malheureuse expédition de Scott dans l'Antarctique, Murray Levick fut appelé comme chirurgien-commandant pour conseiller sur les techniques de survie. Des questions telles que l'alimentation, l'exercice, l'assainissement, et l’habillement devaient être considérées, ainsi que « psychologie du personnel ». L'équipe au complet était en place à la fin de l'été 1942 et leur grotte fut entièrement équipée et rendue opérationnelle. Un manuel traitant tous les aspects de l'opération fut élaborée, et des postes d'observation secrets similaires devaient être préparés dans le monde entier en cas de guerres futures. Cependant, l'opération Tracer ne fut jamais nécessaire, Adolf Hitler ayant tourné son attention loin de Gibraltar, vers le front de l'Est.
L'opération avait été entourée de mystère jusqu'à la découverte de documents au Public Record Office à Kew au Royaume-Uni. Auparavant, dans les années 1960, des détails de l'histoire furent confiés à un journaliste par ses contacts au sein des services de renseignement qu’il décrivit comme l’ « opération Monkey ».
En 1997, la « grotte Stay behind »  (comme elle avait été surnommée) fut découverte à Gibraltar par le groupe spéléo de Gibraltar, mais aucun compte rendu ne fut jamais obtenu d’une personne associée à la mission. La découverte fut faite lorsque le groupe rencontra une forte rafale de vent dans un tunnel. Des recherches plus avant les amenèrent à percer un mur dans les pièces qui n'avaient jamais été utilisées et étaient restées scellées depuis plus de 50 ans.
En novembre 2006, Jim Crone et le sergent-major Pete Jackson, guide du tunnel avec la Royal Gibraltar Regiment, rencontrèrent peut-être le dernier membre de l'opération Tracer encore en vie lorsqu’ils rencontrèrent le Dr W.A. Bruce Cooper à son domicile en Angleterre. Cooper, 92 ans à l'époque, leur donna l'occasion de faire la lumière sur le fonctionnement de l’opération et sur son implication directe dans la mission comme un chirurgien-lieutenant dans la réserve des volontaires de la Royal Navy (Royal Navy Volunteer Reserve). Il révéla des détails sur ses collègues, sa formation, et ses sentiments au sujet de la tâche.
La bande dessinée Blake et Mortimer évoque l'opération Tracer dans son album Le Bâton de Plutarque d'Yves Sente et d'André Julliard paru en 2014.

## Campagne méditerranéenne des U-Boote: 1941-1944
La campagne des U-Boote en Méditerranée dura approximativement du 21 septembre 1941 à mai 1944. La marine allemande (Kriegsmarine) tenta d'isoler Gibraltar, Malte, et Suez et de perturber les routes commerciales de la Grande-Bretagne. Plus de soixante U-Boote furent envoyés pour interdire la mer Méditerranée aux navires alliés. Bon nombre de ces sous-marins furent eux-mêmes attaqués lors de leur passage du détroit de Gibraltar, contrôlé par la Grande-Bretagne. Neuf U-Boote furent coulés lors de leur passage et dix autres furent endommagés.
Le passage des U-Boote par Gibraltar était rendu difficile par les équipements de détection phoniques (ASDIC) installés à poste fixe ou sur des navires patrouilleurs, aussi les sous-mariniers allemands utilisèrent à leur profit le régime très particulier des courants du détroit.
En effet, en raison des différences de température et de salinité entre l'océan Atlantique et la mer Méditerranée, il existe deux courants superposés. En surface et jusqu'à une cinquantaine de mètres de profondeur les eaux s'écoulent d'Ouest en Est, vers la Méditerranée tandis qu'existe un courant profond en sens inverse. Les sous-mariniers allemands s'approchaient le plus silencieusement possible en utilisant au maximum les moteurs électriques puis plongeaient à une trentaine de mètres de profondeur, une fois qu'ils s'étaient bien engagés dans le courant de surface, et observaient de strictes consignes de silence (pas de conversations, port de chaussons de feutre épais). Le retour en sens inverse de la même manière était en revanche quasi impossible

## Campagne d’Afrique du Nord :1942

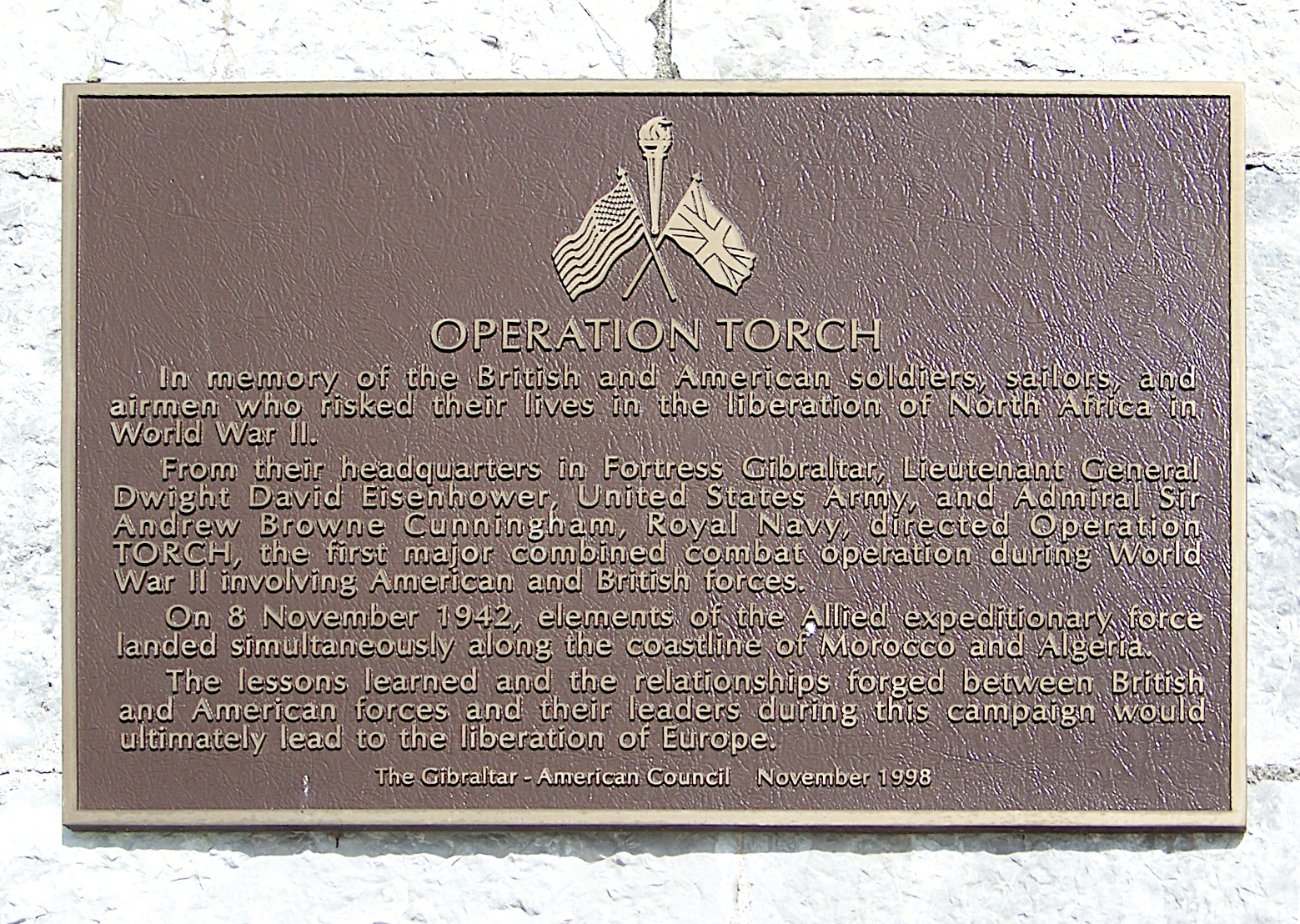
Plaque commémorative de l'opération Torch au mémorial de la guerre américaine à Gibraltar.

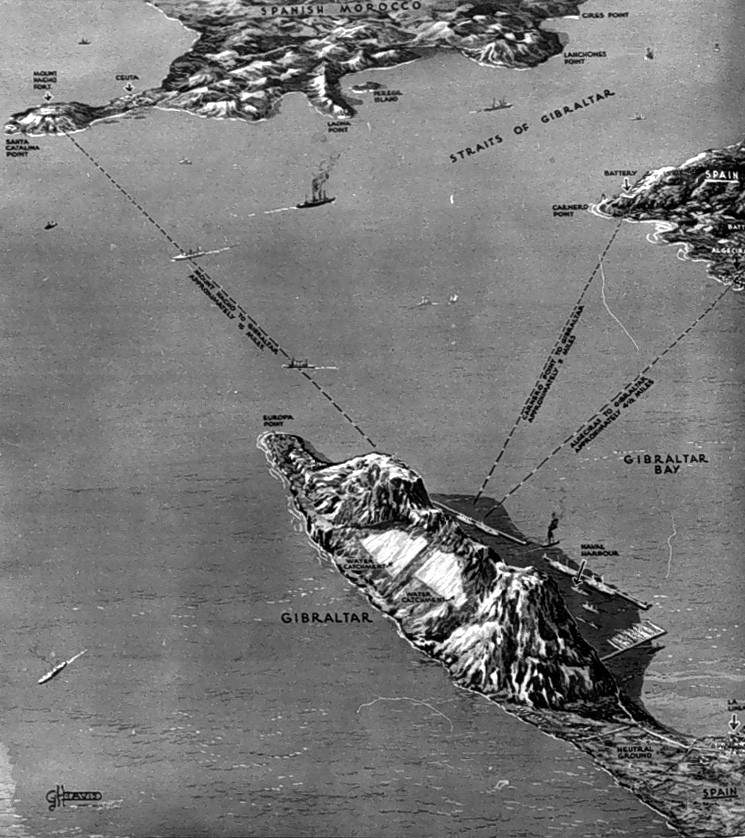
Carte du détroit de Gibraltar de 1939, tel que publié dans The Illustrated London News.

Les plans pour la contre-offensive alliée après l'attaque sur Pearl Harbor étaient en cours à la mi-1942. Une invasion de l'Europe en 1943 serait impraticable, mais les Alliés pourraient attaquer le « ventre mou de l'Europe » par la mer Méditerranée, comme le disait le premier ministre Winston Churchill. Conçu par le président Franklin Roosevelt et Churchill et connu sous le nom de code de l'opération Torch, le but était d'occuper Afrique du Nord française : le Maroc, l'Algérie et la Tunisie. À partir de ces colonies françaises, des attaques pourraient être lancées afin de sortir l'Italie de la guerre.
En juillet 1942, le lieutenant-général Dwight D. Eisenhower[I] fut nommé commandant en chef des forces alliées de l'opération Torch, la première grande opération anglo-américaine de la guerre. Churchill plaça Gibraltar sous le commandement du général Eisenhower comme siège temporaire de son quartier général. Il arriva à Gibraltar le 5 novembre 1942 pour prendre en charge, non seulement le commandement de l'opération Torch elle-même, mais aussi le commandement militaire de Gibraltar.
Le général Eisenhower a séjourné au Couvent, la résidence officielle du gouverneur, mais son quartier général opérationnel était dans une petite salle dans un tunnel au cœur du Rocher. Dans ses mémoires le général Eisenhower écrivit :
« Les passages souterrains sous la roche constituaient le seul espace disponible pour le bureau, et à l’intérieur se trouvaient les équipements radios par lesquels nous espérions rester en contact avec les commandants des trois forces d'assaut. L'obscurité éternelle des tunnels était ici et là partiellement percée par de faibles ampoules électriques. L'air froid et humide dans les longs passages était lourd et stagnant et ne répondait pas aux efforts cliquetant des ventilateurs électriques. À travers les plafonds voûtés venait une perfusion constante, en goutte à goutte, de l'eau de surface qui fidèlement mais tristement égrenait les secondes de l'interminable, et presque insupportable, attente qui se produit toujours entre la fin de la conception d'un plan militaire et le moment où l'action commence. »
Une multitude de navires de transport de troupe, avec à leur bord 100 000 soldats, convergèrent vers Gibraltar. Plus de 400 avions de tous types furent entassés dans les zones de dispersion autour de la piste. Les chasseurs avaient été expédiés dans des caisses et assemblés sur l'aérodrome. Chaque zone de stockage disponible était encombrée de munitions, de carburant et d'autres fournitures essentielles. 168 pilotes américains étaient logés dans les mess de la RAF au Front Nord.
Le 8 novembre 1942, 466 avions provenant de Gibraltar atterrirent sur les aérodromes capturés d'Afrique du Nord.
De leur quartier général à Gibraltar, le général Eisenhower et l'amiral Sir Andrew Browne Cunningham[III] dirigèrent l'opération Torch, la première grande opération de combat combinée de la Seconde Guerre mondiale impliquant les forces américaines et britanniques.

### Tunnels de guerre
Étant donné que Gibraltar était une petite ville avec seulement quelques défenses la protégeant, la solution était de construire une grande série de tunnels et de salles à l'intérieur de la protection naturelle du rocher de Gibraltar. Cette « ville » à l'intérieur de la roche possédait sa propre centrale électrique, son approvisionnement en eau, et son hôpital. Des soldats postés à l’intérieur ne verraient pas la lumière du jour pendant des mois. Deux compagnies canadiennes de génie, les seuls soldats avec des foreuses diamantées et 5 compagnies britanniques, ajoutèrent environ 48 kilomètres (30 miles) de ces tunnels, un exploit que l’on pensait impossible à l'époque. C'était assez pour abriter l’intégralité des 30 000 soldats présents sur le rocher. Aujourd’hui, le Rocher a plus de tunnels souterrains que de routes.

## Décès de Władysław Sikorski: 1943

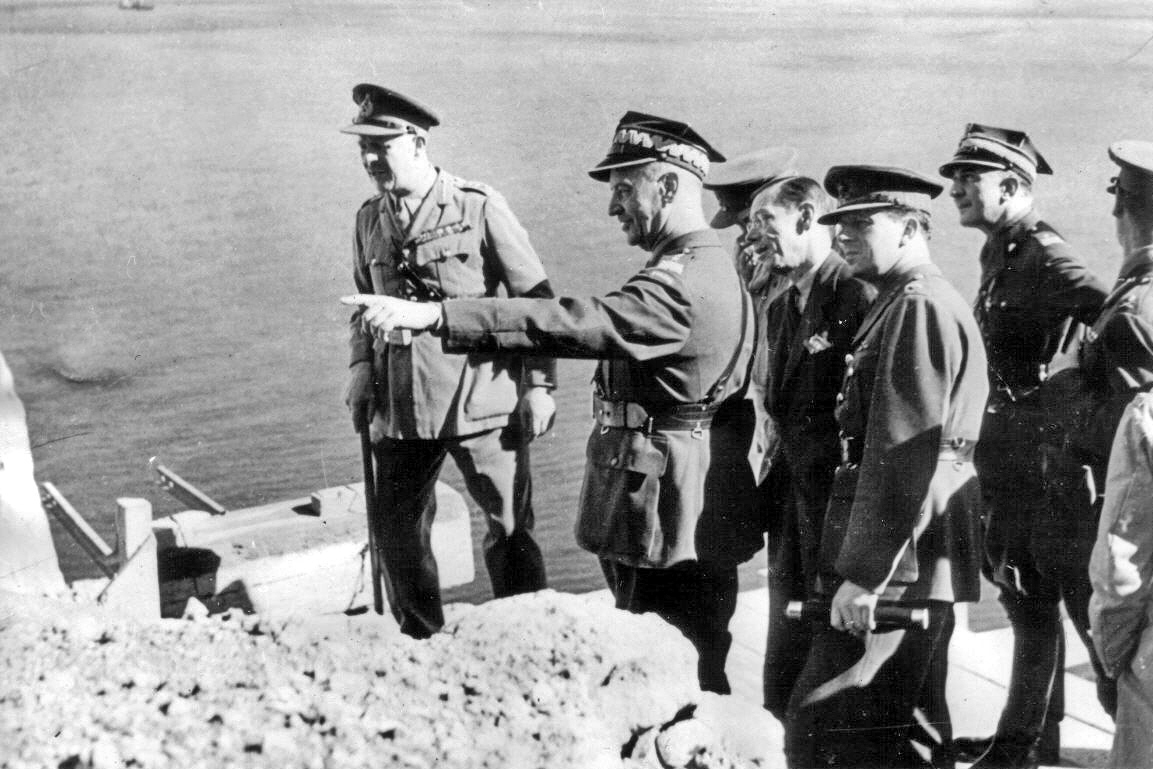
Le général Sikorski au sommet du rocher de Gibraltar, inspectant les fortifications.

Le 4 juillet 1943, un bombardier Liberator du Transport Command de la RAF décolla de Gibraltar pour l’Angleterre. À son bord se trouvait le général Władysław Sikorski, premier ministre du gouvernement polonais en exil et le commandant en chef de ses forces armées, de retour d’une visite aux troupes polonaises déployées au Moyen-Orient. Son inspection porta aussi sur le petit contingent polonais établi sur le poste naval opérant à Gibraltar (mission navale polonaise). Le destroyer ORP Burza était affecté à ce poste naval et participa, entre autres missions, au convoyage des militaires évadés (notamment polonais) ayant réussi à rallier cette base alliée.
L'avion s’éleva normalement après son décollage, se stabilisa pour prendre de la vitesse mais soudain perdit de l’altitude et s’écrasa dans le port. Le général, âgé de 62 ans, périt avec 15 autres personnes. Le seul survivant était le pilote d’origine tchèque, Eduard Prchal, qui fut sauvé par une vedette de la RAF. Les corps de cinq passagers et l'équipage, dont la fille de Sikorski, ne furent jamais retrouvés.

### Enquête

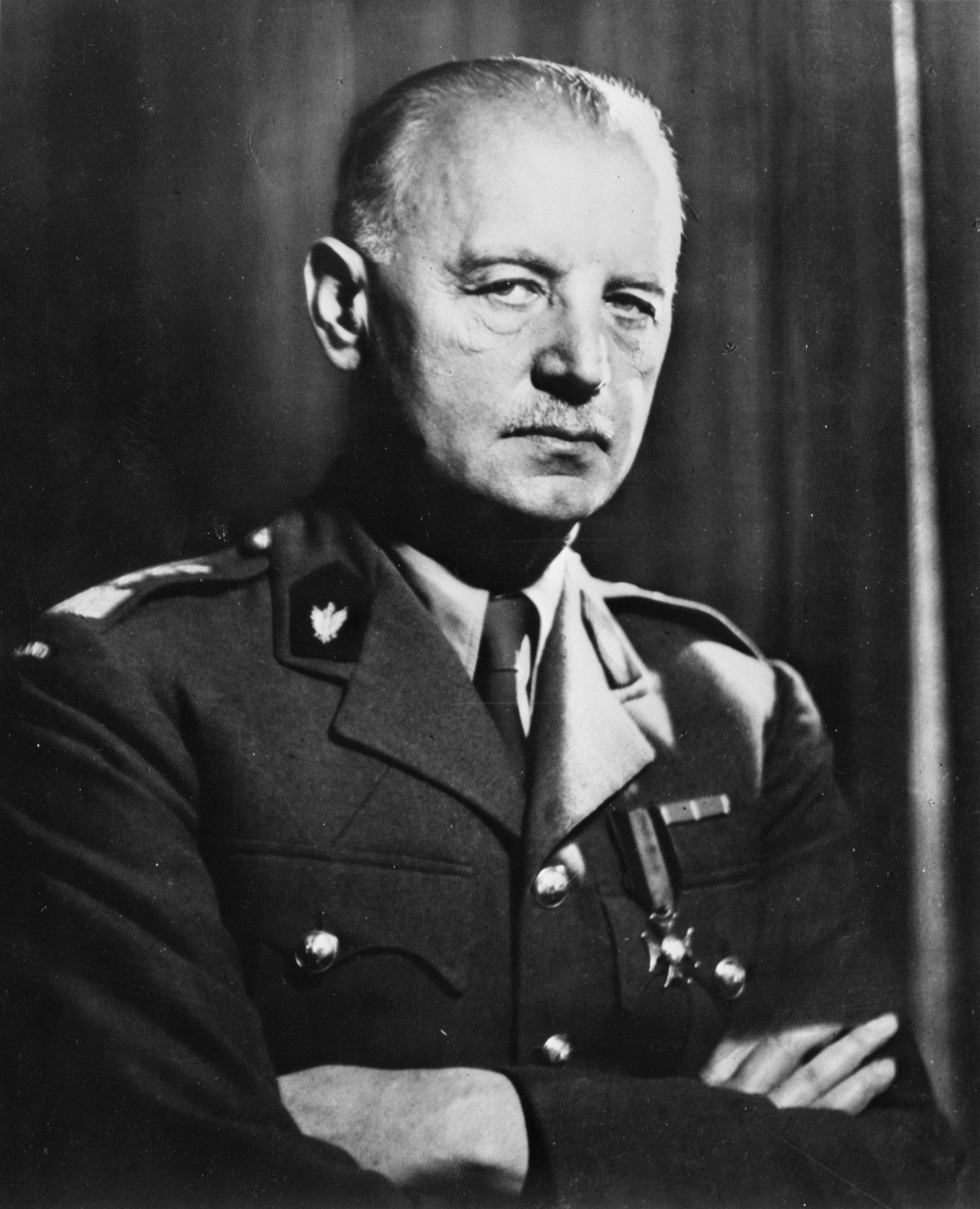
Władysław Sikorski, premier ministre de la Pologne, est mort à Gibraltar dans un accident d'avion. Sa mort est devenue l'objet de multiples théories du complot.

En 1943, une commission d'enquête britannique enquêta sur l'accident du Libérator II AL523 de Sikorski, mais fut incapable de déterminer la cause probable, estimant seulement que c'était un accident et que l'« avion est devenu ingouvernable pour des raisons qui ne [pouvaient] être établies ». Une théorie populaire était que la maintenance insuffisante avait conduit à une inversion des commandes de l'avion. En dépit de cette constatation, le contexte politique de l'événement, couplé à un ensemble de circonstances curieuses, donna immédiatement lieu à des spéculations sur le fait que la mort de Sikorski n’était pas le résultat d’un d'accident, mais peut-être en fait, le résultat direct d'un complot soviétique, britannique ou même polonais.

## Fin de la guerre
La capitulation de l'Italie en septembre 1943 leva toutes les objections au retour des personnes évacuées sur le Rocher. En conséquence, un conseil de réinstallation fut créé en novembre, et lors d'une réunion du conseil le 8 février 1944, les priorités de rapatriement furent finalement établies. Le 6 avril 1944, le premier groupe de 1 367 rapatriés arriva à Gibraltar directement depuis le Royaume-Uni et le 28 mai, un premier rapatriement quitta Madère, et à la fin 1944 seulement 520 personnes évacuées non prioritaires étaient encore sur l'île.

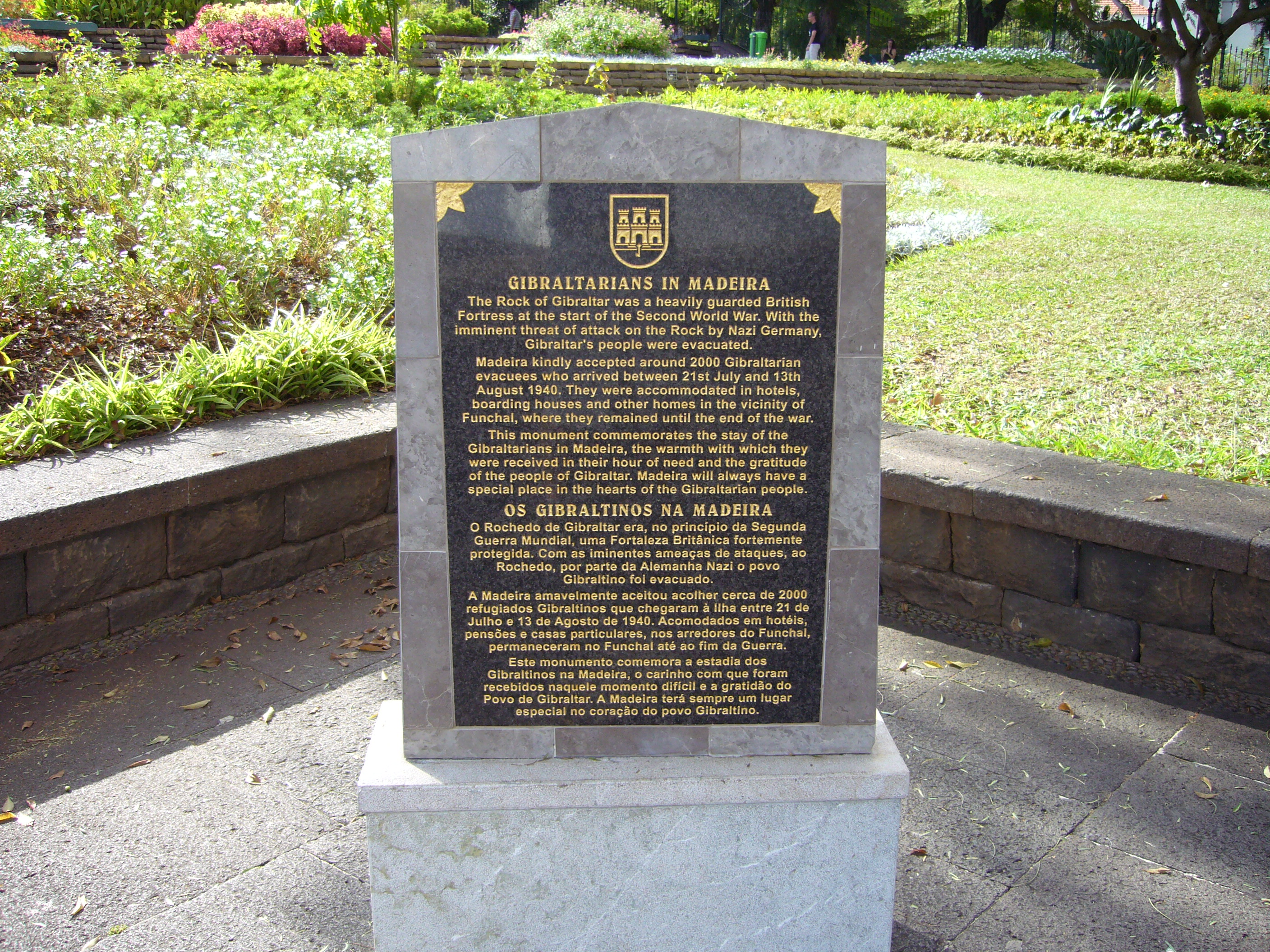
Mémorial des évacués de Gibraltar à Madère

À Londres, les accueillants déposaient des réclamations à propos de l'hébergement en temps de guerre des personnes évacuées et 500 habitants de Gibraltar furent ré-évacués vers l'Écosse et 3 000 dans des camps en Irlande du Nord. Bien que le gouverneur, le lieutenant général Sir Noel Mac Farlane, se soit vaillamment battu au nom des personnes évacuées et n’accepta pas le manque de logement comme une raison suffisante pour les retards, en 1947, il y avait encore 2 000 personnes dans les camps d'Irlande du Nord. Le dernier rapatrié ne retourna sur le Rocher qu’en 1951.